# Hanan d'Isqiya
 (novembre 2017).
Si vous disposez d'ouvrages ou d'articles de référence ou si vous connaissez des sites web de qualité traitant du thème abordé ici, merci de compléter l'article en donnant les références utiles à sa vérifiabilité et en les liant à la section « Notes et références ».
Hanan d'Isqiya est un rabbin babylonien du VIe siècle.
Il est principalement connu pour avoir rouvert l'académie de Poumbedita, qu'il dirigera de 589 à 608, et est donc généralement considéré comme l'initiateur de la période des Gueonim.

## La réouverture de Poumbedita
À la suite des persécutions lancées par Hormizd IV contre les Juifs et les chrétiens, les académies de Soura et Poumbedita avaient dû fermer ; et leurs maîtres s'étaient réfugiés à Firouz Shabour, une localité située dans le voisinage de Nehardea. L'accession du général de Hormizd, Bahram Chobin, marqua la fin de ces persécutions ; c'est alors que Hanan retourne à Poumbedita, et rouvre l'académie de Poumbedita dont il assure le rectorat pendant 24 ans.

## GaonouSavora?
Les chroniqueurs et historiens s’accordent sur le fait qu’il rouvre l’académie mais si ce fait suffit à Sherira Gaon pour le considérer comme le premier des gueonim, d’autres dont le chroniqueur médiéval Abraham ibn Dawd le comptent encore parmi les Savoraïm qui apportent les dernières touches à la composition du Talmud de Babylone.
Isaac Halevy, auteur du Dorot ha-Rishonim, suit la tradition selon laquelle Rav 'Ina (ou Giza ou Gada, selon les manuscrits) et Rav Simouna furent les derniers Savoraïm, et que Hanan d'Isqiya était assis aux pieds de leurs disciples ; en conséquence, Hanan serait non seulement l'initiateur de la période gaonique, mais aussi le premier à porter officiellement le titre de Gaon.